# Miss Sérvia

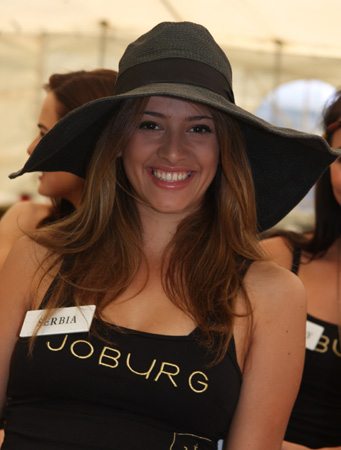
Miss Serbia 2008 Nevena Lipovac during Miss World 08

O Miss Sérvia é um concurso de beleza feminino, realizado anualmente na Sérvia, onde diversas candidatas vindo de difrentes localidades do país competem entre sí para eleger a melhor candidata para que esta possa representar o país no concurso de Miss Universo.
O concurso também envia candidatas ao: Miss Mundo, Miss Terra e Miss Beleza Internacional. A Sérvia nunca ganhou o concurso de Miss Universo e tão pouco ficou entre as semifinais.

## Vencedoras
| Ano  | Miss Sérvia    | Cidade         | No Miss Universo |
| 2007 | Teodora Marčić |                |                  |
| 2008 | Bojana Borić   |                |                  |
| 2009 | Dragana Atlija | Belgrade       |                  |
| 2010 | Lidija Kocić   | Vrnjacka Banja |                  |
| 2011 | Anja Šaranović | Kraljevo       |                  |
| 2012 | Bojana Lecić   | Belgrade       |                  |